# نیک گلفوس
نیک گلفوس (انگلیسی: Nick Gehlfuss؛ زادهٔ ۲۱ ژانویهٔ ۱۹۸۵) یک هنرپیشه اهل ایالات متحده آمریکا است.
از فیلم‌ها یا برنامه‌های تلویزیونی که وی در آن نقش داشته‌است می‌توان به عشق و بخشش اشاره کرد.